# Jasikan
Jasikan is een district in de regio Volta in het zuiden van Ghana. Het district heeft een oppervlakte van 1355 km² en een inwoneraantal van 110.452 (2002). De hoofdstad van het district is de gelijknamige stad Jasikan.